# Phil Kitching
Phillip John Kitching (sinh ngày 30 tháng 9 năm 1967) là một cựu cầu thủ bóng đá người Anh thi đấu ở vị trí tiền vệ ở Football League cho York City, ở bóng đá non-League cho Harrogate Town,  York Railway Institute, Selby Town và Knaresborough Town, và từng đầu quân cho Bradford City mà không có một trận quốc nội nào.